# Magyarország tallinni nagykövetsége
Magyarország tallinni nagykövetsége (észtül: Ungari Suursaatkond Tallinnas) magyar diplomáciai képviselet Észtország fővárosában, Tallinnban, a két ország kapcsolatainak egyik kiemelt intézménye. Noha korai nagykövetségeink közé tartozik - 1924-ben nyílt -, mégis: Észtország szovjet megszállása, majd a magyar külpolitika érdekeinek más relációk felé fordulása miatt a legrövidebb ideig működő diplomáciai képviseletei közé tartozik. A követség épülete Tallinn Kesklinn kerületében, a Maakri 19/1 szám alatt található. Vezetője 2022-tól András Pál nagykövet.

## Története
Magyarországnak az első világháború befejezését követően vesztes félként ellenséges környezetben, gazdaságilag rossz helyzetben kellett felállítania külügyi szolgálatát. Az ország teherviselő képessége csak kevés számú követség felállítását tette lehetővé. A legfontosabb relációkban már 1918-21 között megnyíltak a képviseletek: ilyen volt például a bécsi, berlini, varsói, belgrádi, londoni, párizsi követségek. Az 1917-ben függetlenné váló Finnország és a balti országok - ezeken belül Észtország - egyrészt a nyelvrokonságból fakadó kulturális kapcsolat miatt számított fontos relációnak, másfelől az Oroszországban, illetve a Szovjetunióban ragadt több tízezer hadifogoly hazatérése szempontjából is kiemelt fontosságú volt. Petrográd - a mai Szentpétervár - környékén több nagy hadifogolytábor működött, számos magyar katona szökött meg onnan, akik Finnország vagy Észtország érintésével jutottak haza. Az észt kapcsolat fontosságát Jungerth-Arnóthy Mihály ismerte fel, és próbált meg kiharcolni egy ott felállítandó állandó képviseletet.
A követség megnyitását megelőzően tiszteletbeli konzulátus működött a Tallinnban - vagy ahogy akkor hívták: Revalban -, a berlini követség alárendeltségében. A külképviselet felállítását 1923-ban határozták el, március 12-én bízták meg Jungerth-Arnóthy Mihály első osztályú követségi tanácsost, hogy ügyvivőként szervezze meg az új követség megnyitását. Még abban az évben a Hotel Petersburgban kezdte meg működését az intézmény. 1924-ben már a Kohtu tänav 4. szám alatt működött a követség (ma: finn nagykövetség), az első misszióvezető (első osztályú követségi tanácsosi címmel, ügyvivőként) Jungerth-Arnóthy Mihály lett. Innen látták el nem csak az észt, de akkreditáció révén a lett, litván és finn képviseletet is.
1928-ban a magyar külpolitikában nagyobb hangsúlyt kapott Finnország, mint az észt reláció. Mivel két követség fenntartásának költségét az ország nem vállalhatta, ezért úgy oldották meg a finn képviselet megnyitását, hogy az észtországi követséget költöztették át Helsinkibe (akkori nevük szerint: Revalból Helsingforsba). Erre 1928. július 3-án került sor az észt kormány neheztelése ellenére. Ekkortól a helsinki követség intézte a finnországi képviselet mellett a balti államokkal kapcsolatos ügyeket is, a mindenkori finnországi magyar követet egyúttal Észtországba, Lettországba és Litvániába is akkreditálták. 1940-ben a Szovjetunió megszállta Észtországot, így az elveszítette önállóságát, 1941-től Észt Szovjet Szocialista Köztársaság néven a Szovjetunió egyik tagköztársasága lett az ország, így magyar képviselet nyitására sem volt lehetőség.
Észtország 1991-ben nyerte vissza függetlenségét, Magyarország 1991. szeptember 2-án létesített diplomáciai kapcsolatot Észtországgal, első képviselőnk helsinki nagykövetünk, Jávorszky Béla lett, aki 1991. december 10-én adta át megbízólevelét Arnold Rüütel észt államfőnek. Önálló nagykövetség létesítésére csak 2000. március 1-jén került sor: Németh Zsolt államtitkár ekkor nyitotta meg ünnepélyesen a képviseletet, nagykövetnek szintén Jávorszky Bélát nevezték ki.
2014-ben azonban a képviseletet - külgazdasági okokra hivatkozva - ismét bezárták, megmaradt azonban a szintén 2000-ben nyitott Tallinni Magyar Intézet. Válaszul Észtország szeptember 30-án szintén bezárta budapesti képviseletét. Négy év szünet után 2018. szeptember 23-án ismét megnyitották a nagykövetséget Tallinnban, azonban nagykövetet még nem küldött Magyarország, csak az akkori helsinki nagykövetet akkreditálták Észtországban. (2018. szeptember 21-én újranyitott Észtország budapesti nagykövetsége is.) 2019. január 15-től Forrai Kristófot nevezték ki a Tallinni Magyar Intézet épületében működő követség vezetőjévé, aki 2022 szeptemberéig töltötte be ezt a posztot. 2022-től a nagykövetség vezetője András Pál.